# Christofer Stevenson
Christofer Stevenson (* 25. April 1982 in Göteborg) ist ein ehemaliger schwedischer Radrennfahrer.

## Karriere
Christofer Stevenson wurde im Jahr 2000 schwedischer Meister im Straßenrennen der Juniorenklasse. In der Saison 2005 gewann er das Eintagesrennen Scandinavian Open. Sein einziges internationales Etappenrennen gewann er 2008 bei der Tour du Loir-et-Cher. 2009 siegte er bei einer Etappe der Olympia’s Tour. 2012 wurde Stevenson Schwedischer Meister im Straßenrennen. Nach Ablauf der Saison 2013 beendete er seine internationale Karriere. 2014 und 2015 gewann er das Solleröloppet.

## Erfolge
2000
- Schwedischer Meister – Straßenrennen (Junioren)

2005
- Scandinavian Open

2008
- Gesamtwertung Tour du Loir-et-Cher

2009
- eine Etappe Olympia’s Tour

2012
- Schwedischer Meister – Straßenrennen

## Teams
- 2006 Amore & Vita-McDonald’s (Stagiaire)
- 2007 Amore & Vita-McDonald’s
- 2008 Team GLS
- 2009 Team GLS
- 2010 Sparebanken Vest-Ridley
- 2011 Sparebanken Vest-Ridley
- 2012 UK Youth Cycling
- 2013 Concordia Forsikring-Riwal